# Dasumia mariandyna
Espèce
Dasumia mariandyna est une espèce d'araignées aranéomorphes de la famille des Dysderidae.

## Distribution
Cette espèce est endémique de Turquie. Elle se rencontre dans les provinces de Düzce et de Bolu.

## Publication originale
- Brignoli, 1979 : Spiders from Turkey, VI. Four new species from the coast of the Black Sea (Araneae). Bulletin of the British Arachnological Society, vol. 4, p. 310-313.